# Stile alpino
Lo stile alpino (in inglese alpine style) è un particolare stile di ascensione alpinistica di una montagna che non fa uso di:
- portatori d'alta quota
- corde fisse
- bombole di ossigeno
- campi preinstallati.

Oltre il campo base tutto il materiale è trasportato dagli alpinisti stessi e quindi si deve trattare di un equipaggiamento particolarmente leggero. La salita viene inoltre effettuata in un unico tentativo, senza nel frattempo far ritorno al campo base lasciando la parete attrezzata. Si tratta dunque di una modalità di ascesa particolarmente severa e impegnativa con più alto rischio necessitando anche di una preparazione psicofisica e tecnica maggiore.

## Storia
Lo stile alpino ha origine in Europa, per motivi sia geografici sia strettamente organizzativi: sulle Alpi era infatti da sempre consuetudine affrontare le scalate in tempi relativamente rapidi (in genere pochi giorni), con cordate composte da pochi scalatori, senza ossigeno supplementare vista l’altitudine, e con un equipaggiamento conseguentemente piuttosto leggero. Tale approccio si rivelava quindi il più efficace al contesto, combinando maggiore facilità organizzativa a minori oneri. All’inizio del 1900 questo stile iniziò a contrapporsi a quello che divenne poi noto come stile himalayano: le scalate erano affrontate, sin dalla fine del 1800 e nei primi decenni del 1900, con grandi spedizioni, spesso finanziate dai governi stessi, con l’aiuto di portatori, e con varie settimane di approccio fra l’arrivo e la conquista della vetta.
Avendone coniato il nome, tradizionalmente è considerata come la prima scalata hymalaiana in stile alpino, quella effettuata da Hermann Buhl con Kurt Diemberger nel 1957 sul Broad Peak (8047 m s.l.m., nel Karakorum), diventando così il primo salitore di due 8000. Per motivi organizzativi, la spedizione si trovò senza portatori prima del campo base; Buhl reimpostò l'organizzazione, affrontando la salita come se si fosse trattato di un'ascensione nelle Alpi occidentali italiane, senza appoggi esterni, senza ossigeno supplementare e con attrezzatura relativamente leggera.
Questo stile venne definito dallo stesso Buhl come "stile delle Alpi occidentali", da cui poi il nome "stile alpino".

## Esponenti
Il primo scalatore a dare notorietà internazionale a questo modo di affrontare la montagna è stato negli anni 80 Reinhold Messner, primo uomo nella storia ad aver scalato le quattordici vette oltre gli ottomila metri s.l.m., impresa effettuata senza l’uso di ossigeno supplementare.
Altri noti promotori di questo stile votato al rapporto stretto con la natura e alla rinuncia a una gran parte degli elementi tecnologici propri delle scalate estreme sono stati: il polacco Jerzy Kukuczka e lo svizzero Erhard Loretan, nello stesso periodo di Messner, e poi gli spagnoli Juanito Oiarzabal e Alberto Iñurrategi, gli statunitensi Edmond Viesturs e Steve House, il francese Pierre Allain, gli italiani Walter Bonatti, Riccardo Cassin (ancor prima delle imprese più moderne), Hans Kammerlander, Simone Moro, Hervé Barmasse, Daniele Nardi e l'ucraino Vladislav Terzyul.